# Украјински олигарси
Украјински олигарси (украјински: українські олігархи) су пословни олигарси који су се појавили на економској и политичкој сцени Украјине после украјинског референдума о независности 1991. У овом периоду Украјина је прешла на тржишну економију, брзом приватизацијом државне имовине. Ти догађаји пресликали су се на суседне постсовјетске државе после распада Совјетског Савеза. Утицај украјинских олигарха на унутрашњу и регионалну политику, посебно њихове везе са Русијом, био је извор критика прозападних извора који критикују недостатак политичких реформи или деловање Украјине против корупције.
У 2008. години, комбиновано богатство 50 најбогатијих украјинских олигарха било је једнако 85% украјинског БДП-а. У новембру 2013. овај број је износио 45% (БДП).
До 2015. године, због руско-украјинског рата, укупна нето вредност пет најбогатијих и најутицајнијих Украјинаца у то време (Ринат Ахметов, Виктор Пинчук, Игор Коломојски, Хенадиј Бохољубов и Јуриј Косјук) пала је са 21,14 милијарди долара (2014) на 11,85 милијарди долара у јуну 2015.
Утицај олигарха на украјинску владу је екстреман. 2011. неки аналитичари и украјински политичари веровали су да неки украјински пословни тајкуни, са „уносним односима“ са Русијом, намерно ометају интеграцију Украјине у Европску унију.

## Списак олигарха по богатству
Укупно, 100 најбогатијих пословних људи у Украјини контролише око 44,5 милијарди долара, према Форбсу, што чини 27% украјинског БДП-а, на основу података из септембра 2021. године
Првих 10 украјинских олигарха у 2021. идентификовано је као:
| Ранг | олигарх                   | Богатство            | Напомене                                                                                        |
| ---- | ------------------------- | -------------------- | ----------------------------------------------------------------------------------------------- |
| 1    | Ринат Ахметов             | 7,6 милијарди долара | Производња и дистрибуција енергије, вађење угља и руде гвожђа, металургија, медијска индустрија |
| 2    | Виктор Пинчук             | 2,5 милијарди долара | Ваљање челика, медијска индустрија                                                              |
| 3    | Костантин Зхеваго         | 2,4 милијарде долара | Банкарство, производња возила, ископавање гвоздене руде                                         |
| 4    | Игор Коломојски           | 1,8 милијарди долара | Банкарство, сирова нафта                                                                        |
| 5    | Хенадиј Бохолиубов        | 1,7 милијарди долара | Банкарство                                                                                      |
| 6    | Олександр и Халина Хереха | 1,7 милијарди долара | Малопродаја                                                                                     |
| 7    | Петро Порошенко           | 1,6 милијарди долара | Производња возила, посластичарство                                                              |
| 8    | Вадим Новинскии           | 1,4 милијарде долара | Металургија, бродоградња, Руска православна црква                                               |
| 9    | Олександр Јарославски     | 820 милиона долара   | Некретнине, металургија                                                                         |
| 10   | Јури Косијук              | 780 милиона долара   | Пољопривреда, прехрамбена индустрија                                                            |